# Cmentarz żydowski w Bielawie
Cmentarz żydowski w Bielawie – nekropolia powstała w XX wieku. Jej powierzchnia to około 0,2 ha. Zachowały się tylko 3 macewy. Obecnie kirkut jest zaniedbany i uległ dewastacji.